# Ekins Island
Ekins Island är en ö i Kanada.   Den ligger i territoriet Nunavut, i den norra delen av landet, 3 600 km norr om huvudstaden Ottawa. Arean är 6,0 kvadratkilometer.
Terrängen på Ekins Island är mycket platt. Den sträcker sig 2,5 kilometer i nord-sydlig riktning, och 5,5 kilometer i öst-västlig riktning.